# Метівта

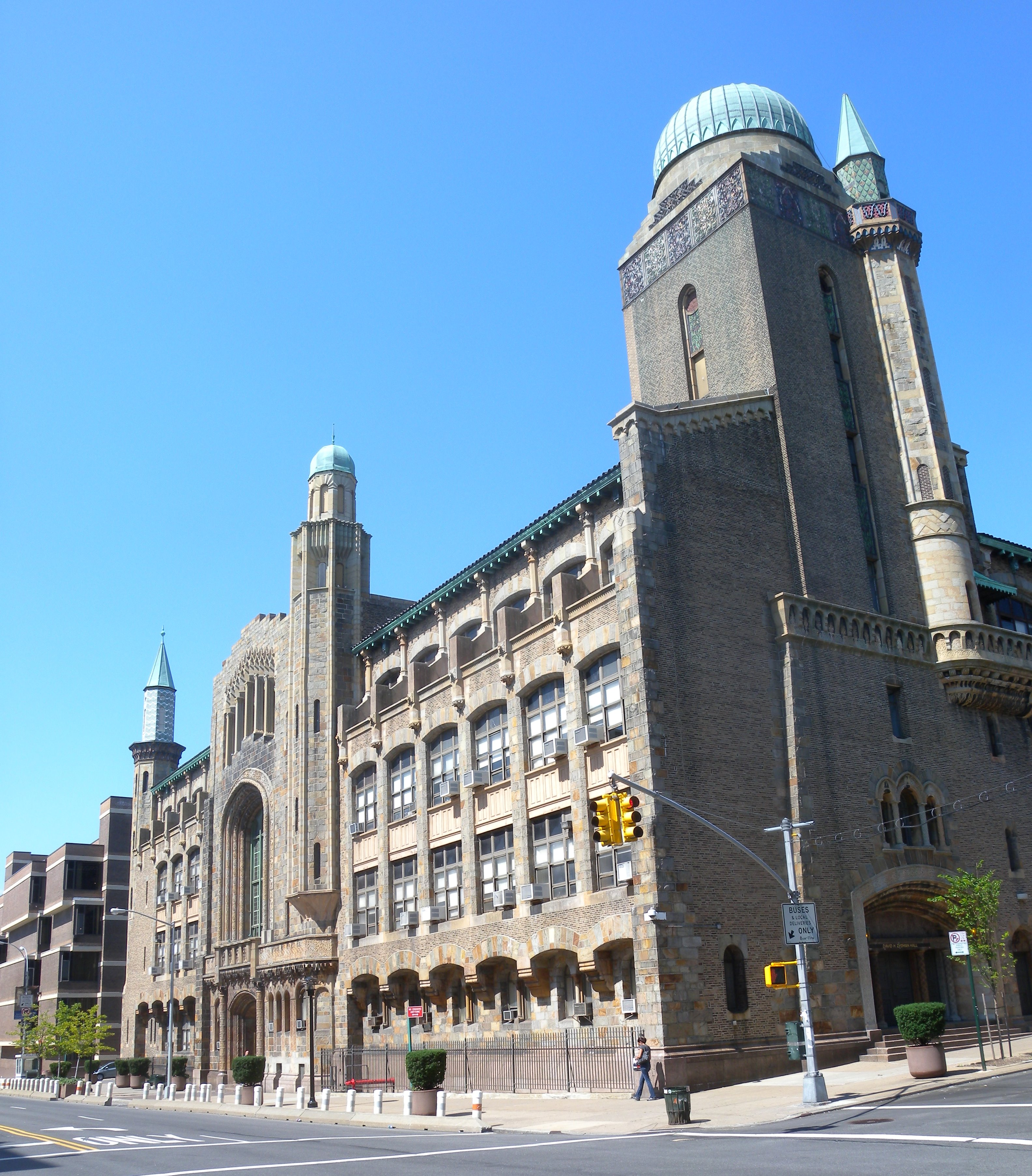
Середня школа Університету Єшива для хлопчиків

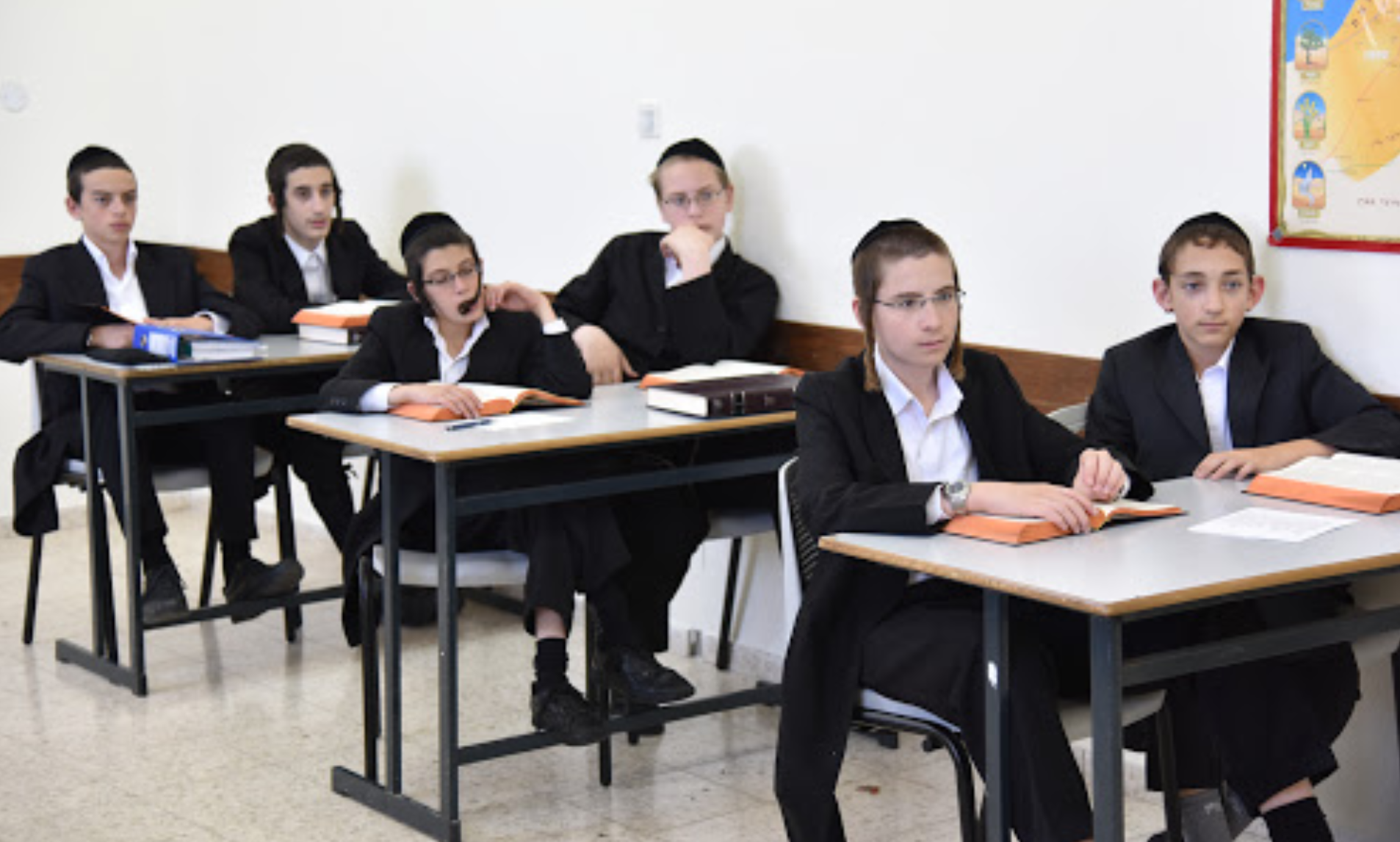
Заняття з гемари, хасидська єшива

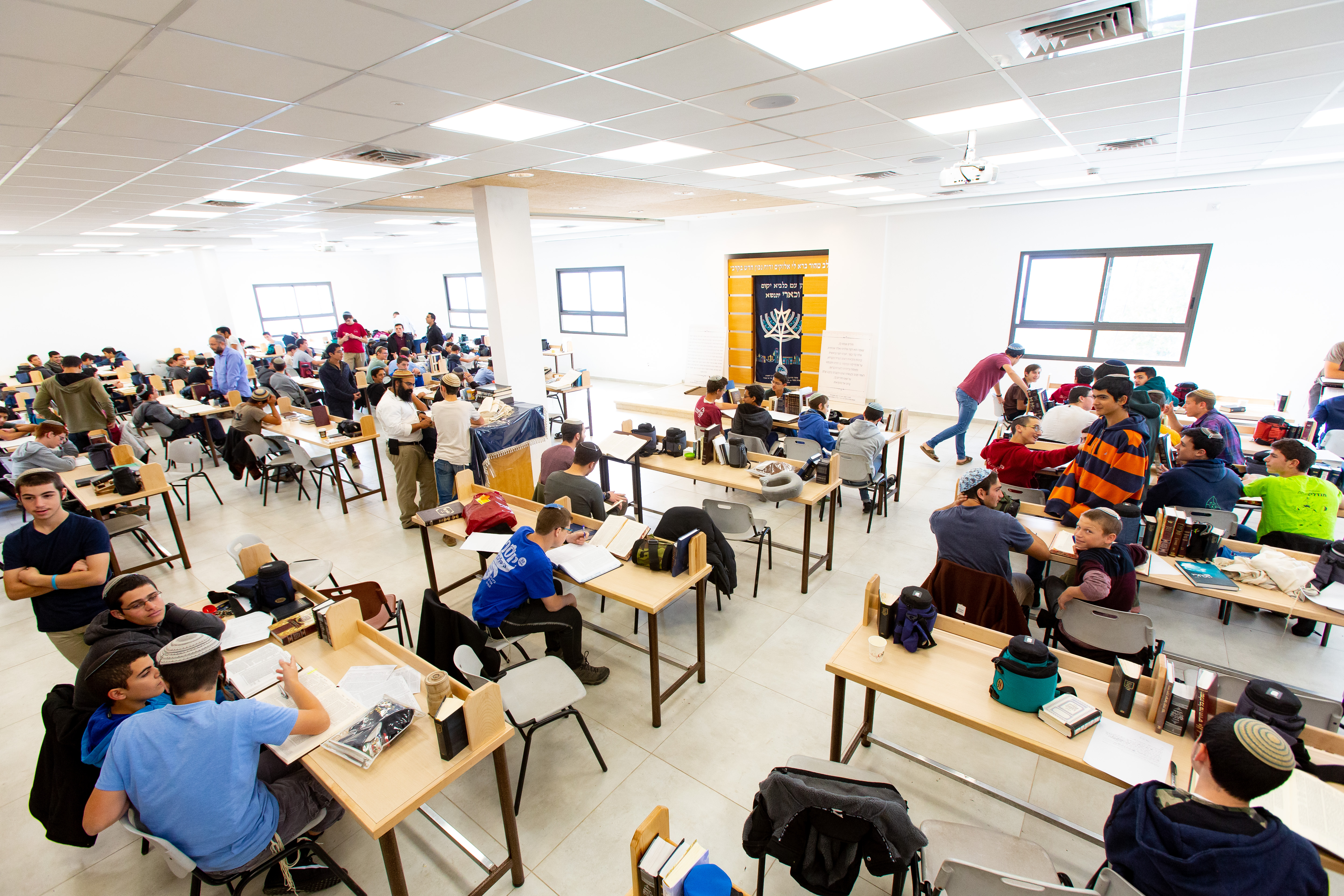
Бейт-мідраш, єшива Тіхоніт

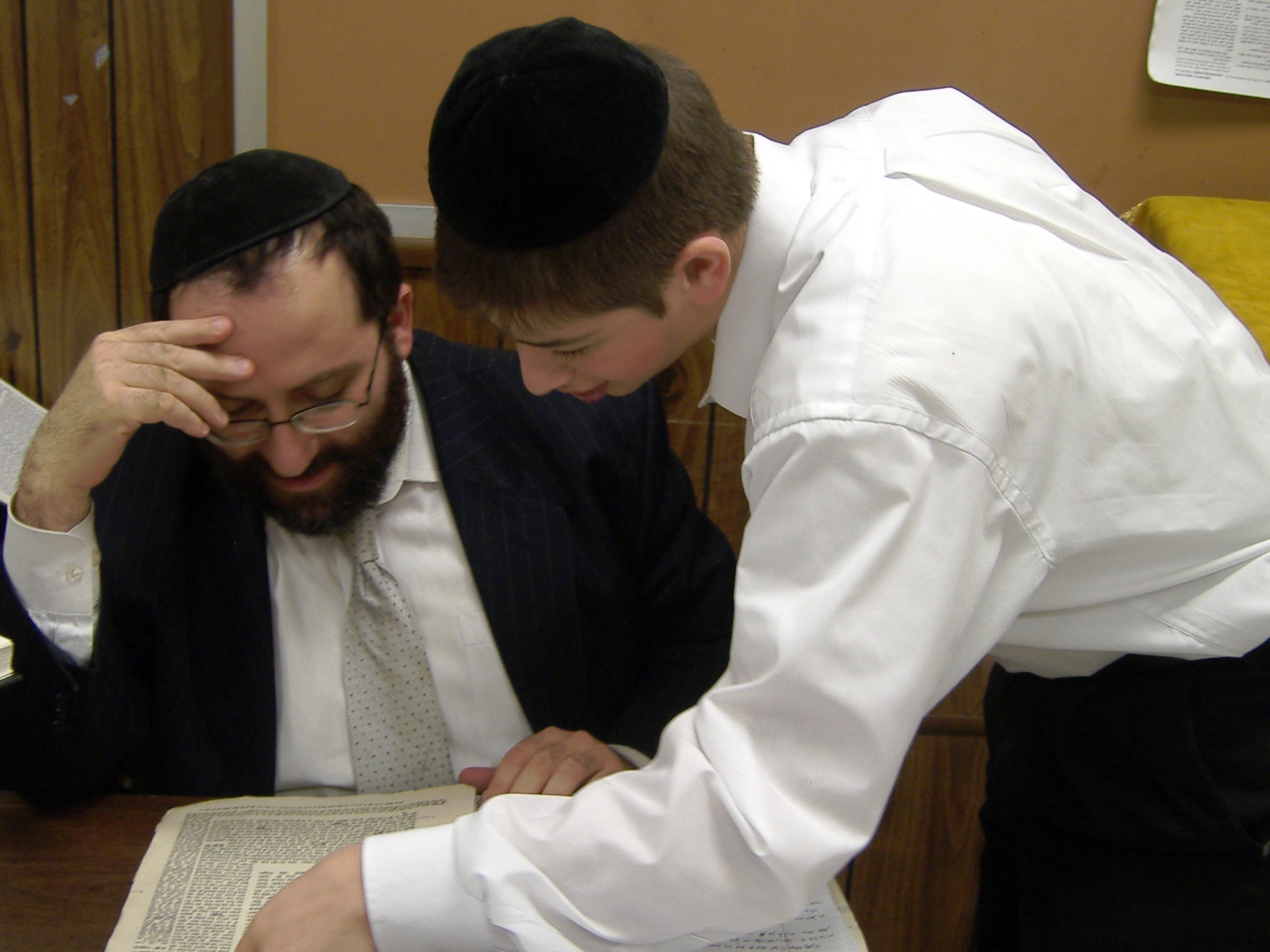
Студент метівти для харедім

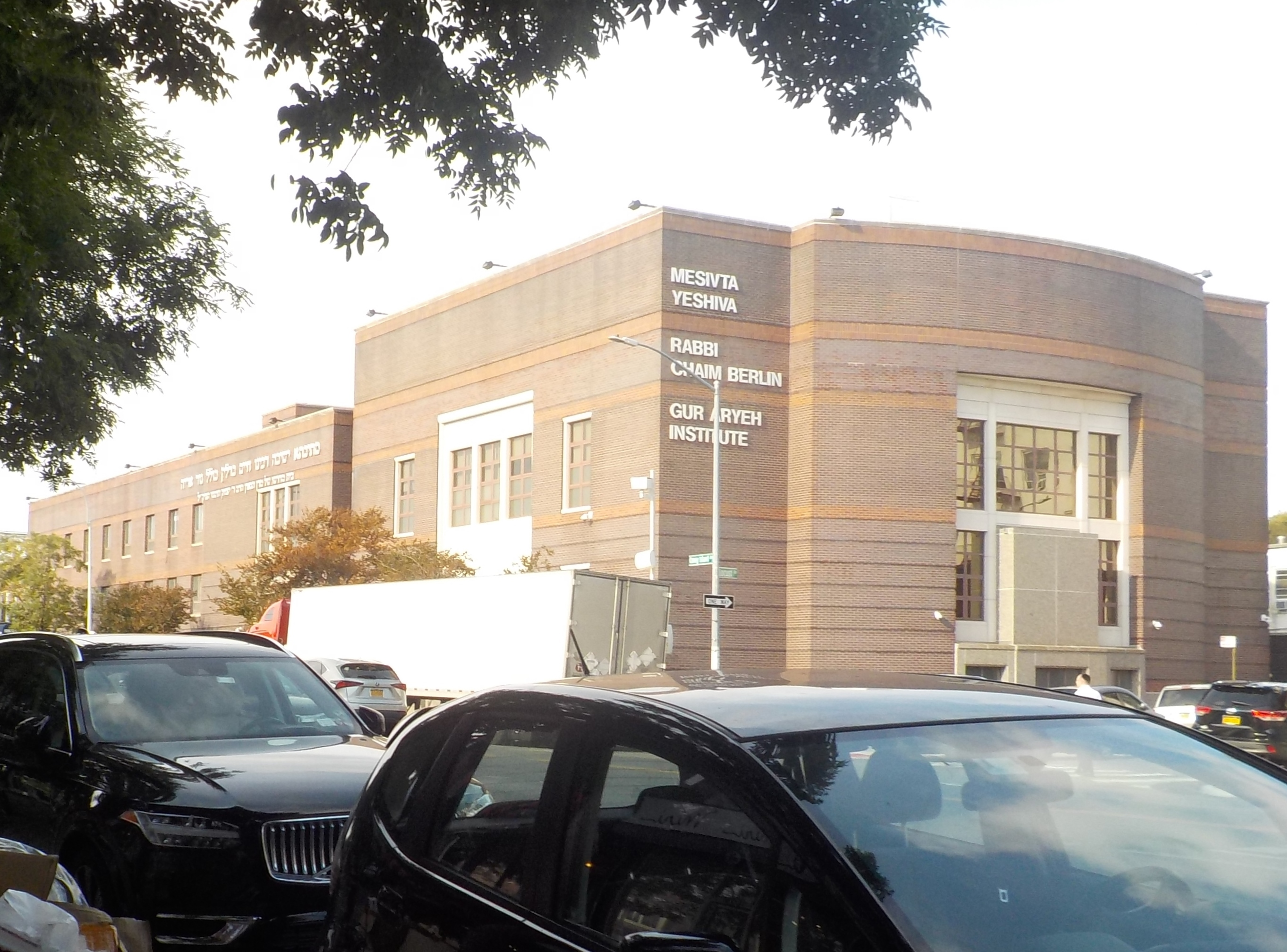
Метівта, єшива імені рабина Хаїма Берліна

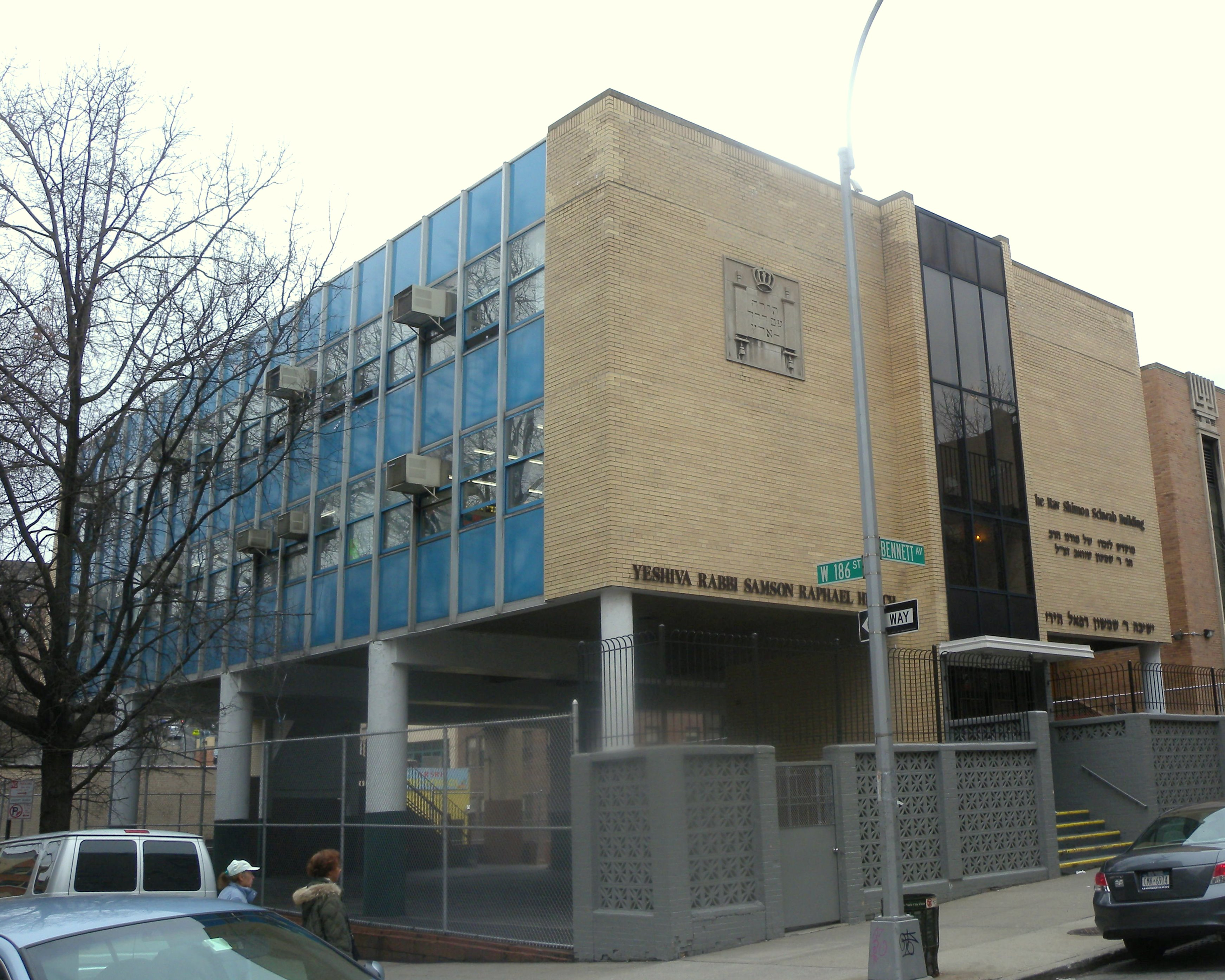
Єшіва імені рабина Самсона Рафаеля Гірша

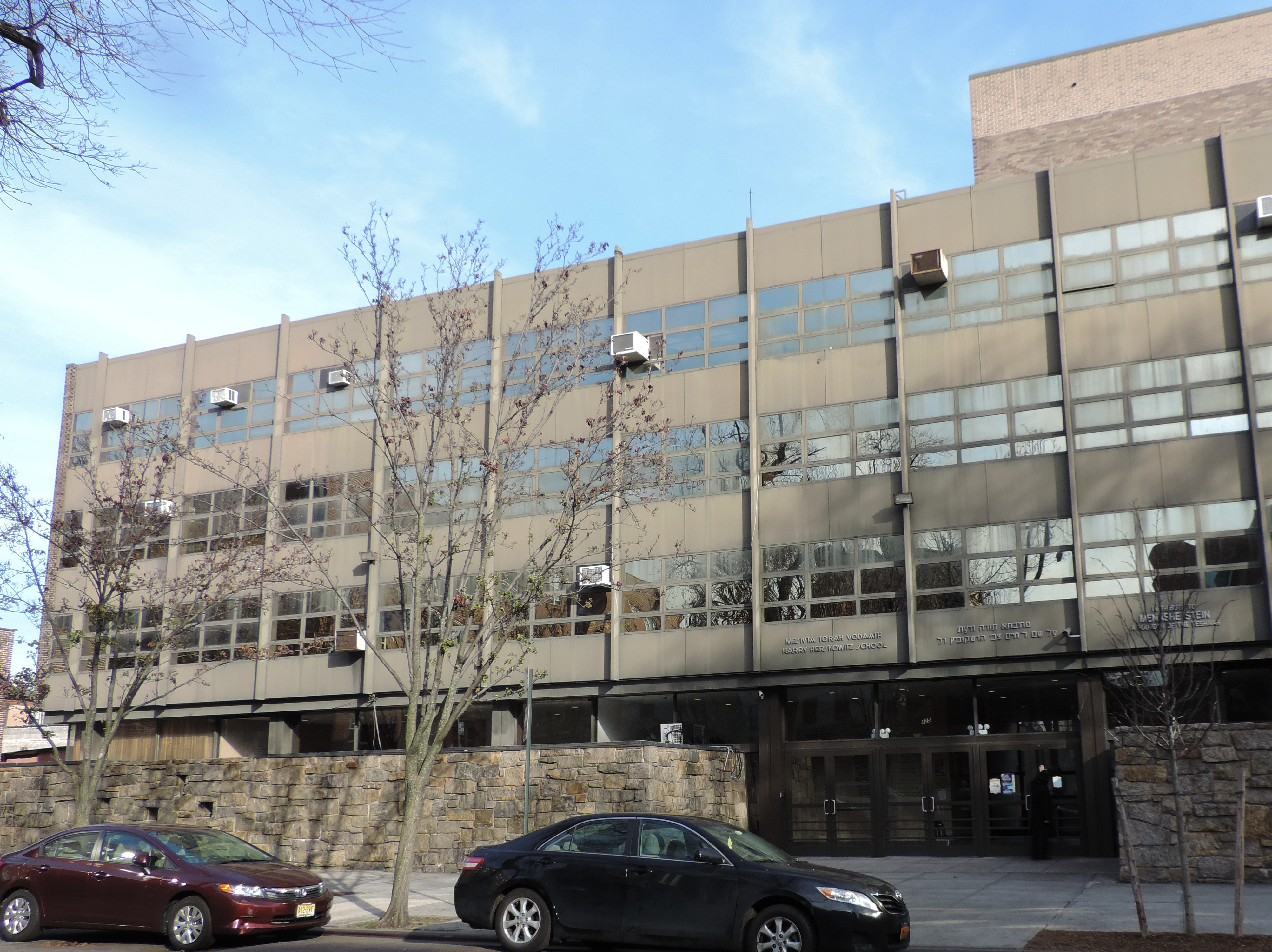
Метівта «Тора во-Даас»

Метівта, Месівта (арам. מתיבתא, академія) — ортодоксальна єврейська середня школа (різновид єшиви) для хлопчиків. Цей термін зазвичай використовують у Сполучених Штатах для опису єшиви, яка приділяє особливу увагу вивченню Талмуду для хлопчиків у 9-11 чи 12 класах; як альтернатива, це відноситься до напрямку релігієзнавства в середній школі єшиви, яка пропонує як релігійні, так і світські дослідження.
Цей же термін в Ізраїлі відповідає терміну єшива ктана («мала єшива») у першому випадку та єшива тіхоніт «середня школа (підготовча) для єшиви» у другому випадку.
Після закінчення метівти студенти переходять до бейт-мідрашу або на програму єшиви на рівні бакалавріату. Насправді єшиви, які називають себе метівтами, зазвичай є комбінацією програм метівти (старша школа) та бейт-мідрашу (післясередня школа). Студентів, які беруть участь у програмі бет-мідраш, часто закликають наставляти тих, хто навчається у метівті.
Сьогодні метівти розташовані в тих містах по всій території Сполучених Штатів, де мешкає значна кількість ортодоксальних євреїв. З 1980-х років кількість месівт у районі Нью-Йорка (Нью-Джерсі) різко зросла. Якщо раніше було лише кілька шкіл на вибір, то сьогодні у кожному місті з релігійним єврейським населенням і майже в кожному селищі є середня школа єшиви. 
Месівти отримали гарну репутацію завдяки академічним успіхам своїх учнів. Є школи для мецуянім (відмінників), школи для учнів середньої освіти та школи для учнів із «серйозними академічними чи релігійними проблемами (їрат шамаїм). Деякі месівти мають різні альтернативні навчальні програми (tracks), щоб задовольнити різноманітний студентський склад. 
Метівти, як і єшиви, не підпорядкуються розкладу семестрів та канікул державної освіти, а організують навчальний рік за єврейським календарем. Під час єврейських канікул у школі — перерва і цей семестр закінчується в місяць ав (приблизно у серпні), традиційна перерва для їєшів з часів Талмуду.  Існує також дрес-код, якщо в початковій школі хлопчики носять до школи повсякденний одяг, то при вході в месивту вони повинні одягатися в темні костюми та білі сорочки. 